# Edouardo
Pour les articles homonymes, voir Pisani.
Pour l’article ayant un titre homophone, voir Eduardo.
Edouardo, de son vrai nom Eduardo Pisani, est un chanteur, écrivain, poète et peintre italien né le 25 avril 1954 à Naples. Installé en France depuis les années 1980, il connaît une célébrité éphémère en 1995 avec sa chanson Je t'aime le lundi.

## Biographie
Se décrivant comme « un dépressif et un créatif », Eduardo Pisani dit n'avoir « jamais travaillé ».  En 1985, désireux de « changement dans [sa] vie », il s'installe en France. Il habite alors dans une chambre de bonne et vit de l'argent que lui envoient ses parents. 
Dans les années 1990, il est quitté par Katia, sa petite amie russe de l'époque. Il décide alors de mettre en musique un poème qu'il avait écrit pour déclarer son amour à sa compagne, Je t'aime le lundi, et l'interprète à plusieurs reprises dans une émission de petites annonces de la chaîne câblée Contact TV. La chanson, qui allie romantisme kitsch, assumé et revendiqué et mélodie simpliste, est diffusée pour la première fois le 20 septembre 1995. Elle est ensuite reprise dans diverses émissions de télévision françaises, à commencer par Le Zapping de Canal+. Edouardo en retire une notoriété médiatique qui lui vaut d'être invité sur de nombreux plateaux télé ou émissions radios.
Bien qu'Edouardo soit conscient du fait que la plupart des gens prennent sa chanson au second degré, le succès du titre lui permet d'avoir des contacts dans l'industrie musicale. Il sort en 1996 un premier album avec le producteur Jacques Marouani mais les deux hommes se séparent à cause du manque de succès de l'album (6 000 exemplaires vendus). Le single Je t'aime le lundi a été vendu à 40 000 exemplaires, et lui rapporte à l'époque de sa sortie « entre 45 000 et 60 000 euros ».
En 1998, il joue dans Terror of Prehistoric Bloody Creature from Space, un film à très petit budget réalisé par Richard J. Thomson. Il y interprète le personnage de Dino, scientifique farfelu qui parvient à calmer des dinosaures en leur chantant des chansons.
Il apparaît dans plusieurs courts-métrages du réalisateur Frédéric Vignale : Réserve naturelle (2006), Comédie humaine (2006), L'Impasse (2007), Noir et Blanc (2007), et Les Ronces (2007) écrit par Serge Scotto où il joue le rôle de Dieu. En 2007, il crée avec Vignale le duo comique Les Frères Étienne, un programme court destiné au Web et à la télévision qui raconte les aventures de deux chanteurs ringards qui tentent de sortir, sans succès leur 1er album de reprises.
Il publie en 2007, un roman autobiographique, Signe particulier : Edouardo, aux éditions Le Bord de L'eau.
À la même époque, il publie une lettre ouverte à François Hollande dans laquelle il demande qu'on lui accorde la nationalité française. Il révèle à cette occasion toucher le RSA, vivre dans une pension Emmaüs et devoir parfois faire les poubelles des supermarchés pour manger. Le décès de ses parents l'a en effet laissé sans ressources, et Je t'aime le lundi ne lui rapporte désormais « pas plus de 30 euros par an ».
Il annonce ensuite son soutien à la candidature d'Emmanuel Macron pour la présidentielle 2017. 
Le 2 décembre 2016, ayant appris que son titre de séjour n'était pas renouvelé et qu'il risquait donc d'être désormais expulsé du territoire français, il menace de se suicider le 31 du même mois. Néanmoins, son chantage prend fin assez rapidement.
Il publie en 2023, un recueil de poèmes, Miettes et cetera, aux éditions Unicité.

### Candidat à l'Académie française
En 2016, il fait reparler de lui, tout d'abord en se portant candidat à l'Académie française. Le 4 février, il se présente au fauteuil vacant d'Assia Djebar,,. Il n'obtient aucune voix, Andreï Makine étant élu.
Le 6 octobre 2016, il se présente à nouveau à l'Académie française en se portant candidat au fauteuil vacant de René Girard,. Le 17 novembre 2016, il n'est pas élu, l'élection est blanche et aucun des candidats ne devient « Immortel ».
Le 9 février 2017, il se présente pour la troisième fois à l'Académie française, au fauteuil vacant de René Girard ,. Il demeure entre-temps sous le coup d'une menace d'expulsion du territoire. Le 12 octobre, il réitère sa candidature au même siège. Le 18 janvier 2018, il se présente au siège d'Alain Decaux, puis en mai à celui de Philippe Beaussant. En 2020, pour la dixième fois, il se présente au siège de Simone Veil et  au vote du 9 janvier obtient 1 voix tandis que Maurizio Serra en obtient 17 soit la majorité pour être élu à l'Académie Française . En 2021, il se présente à nouveau, cette fois au siège d'Yves Pouliquen. En 2023, il est candidat au siège de Marc Fumaroli.
Il a « l’ambition de battre le record d’Émile Zola, recalé 25 fois ». Sa candidature au fauteuil de Jean-Loup Dabadie est la dix-septième.

## Productions artistiques

### Discographie
- 1996 : Edouardo l'Album (épuisé)
- 2001 : Edouardo.con

#### Romans
- Signe particulier : Edouardo , Éditions Le Bord de L'eau.

#### Poésie
- Miettes et cetera  Éditions Unicité, 2023.
- Et dans mes veines Coule la Lave du Vésuve, 2025.

### Filmographie
- 1985 : Liberté, Égalité, Choucroute de Jean Yanne.
- 1998 : Terror of Prehistoric Bloody Creature from Space (ou Jurassic Trash pour l'édition DVD) de Richard J. Thomson.
- 2017 : Dans tes pas, court-métrage de Fabien Remblier